# Five Points, Manhattan

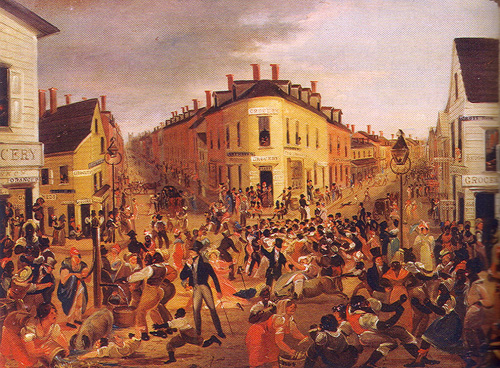
Intersecția Five Points pictată de George Catlin în 1872; clădirea triunghiulară din centru se află pe locul a ceea ce va deveni cunoscut drept „Paradise Square”, Anthony Street este către dreapta, Cross Street pe stânga și Orange Street care merge de la stânga la dreapta în fundal

Five Points a fost un cartier în Manhattanul central inferior în New York City. Cartierul a fost în general definit ca fiind limitat de Centre Street în vest, The Bowery în est, Canal Street în nord și Park Row în sud. Fostul cartier cunoscut sub numele de Five Points este acum împărțit de Centrul Civic; o zonă a orașului, unde sunt construite clădiri administrative statale și federale, pe partea de vest și de sud și Chinatown la vest și nord.

## Istoric, descriere
Numele Five Points a fost derivat de la intersecția a cinci străzi, creat de Orange Street (acum Baxter) și Cross Street (acum Mosco); de la această intersecție Anthony Street (acum Worth), a început și a mers în direcția nord-vest, creând un triunghiular creând astfel al cincilea „punct”. La vest de „punct” trecea de la nord la sud Little Water Street (care numai există), creând un triunghi, care va deveni cunoscut ca Paradise Square sau Paradise Park.
Five Points a devenit cunoscută internațional pentru că a fost mai bine de 70 de ani o mahala în care criminalitatea și bolile erau în floare.